# Огродники (гміна Тучна)
Огродники (пол. Ogrodniki) — село в Польщі, у гміні Тучна Більського повіту Люблінського воєводства. Населення — 212 осіб (2011).

## Історія
За даними етнографічної експедиції 1869—1870 років під керівництвом Павла Чубинського, у селі Огородники Великі проживали лише греко-католики, які розмовляли українською мовою. В Огородниках Малих українськомовні греко-католики становили більшість населення.
За німецьким переписом 1940 року, у селі проживало 313 осіб, з них 82 українці і 231 поляк.
У 1975—1998 роках село належало до Білопідляського воєводства.

## Демографія
Демографічна структура станом на 31 березня 2011 року:
|          | Загалом | Допрацездатний вік | Працездатний вік | Постпрацездатний вік |
| -------- | ------- | ------------------ | ---------------- | -------------------- |
| Чоловіки | 105     | 15                 | 72               | 18                   |
| Жінки    | 107     | 21                 | 48               | 38                   |
| Разом    | 212     | 36                 | 120              | 56                   |